# سمان (قرية)
سمان إحدى قرى مركز الباجور التابع لمحافظة المنوفية بجمهورية مصر العربية.

## التاريخ
ذكر محمد رمزي في كتابه القاموس الجغرافي للبلاد المصرية سمان ضمن من القرى القديمة في مديرية المنوفية وتتبع مركز أشمون، حيث ذكرها ابن الجيعان في كتابه «التحفة السنية بأسماء البلاد المصرية»، أنها من الأعمال المنوفية، وأن مساحتها 528 فدان. وبعد تأسيس مركز الباجور سنة 1947م، اقتطعت سمان من مركز أشمون، وتم ضمها إلى مركز الباجور الجديد.

## السكان
بلغ عدد سكان سمان 4,630 نسمة، حسب الإحصاء الرسمي لعام 2006.